# 야경

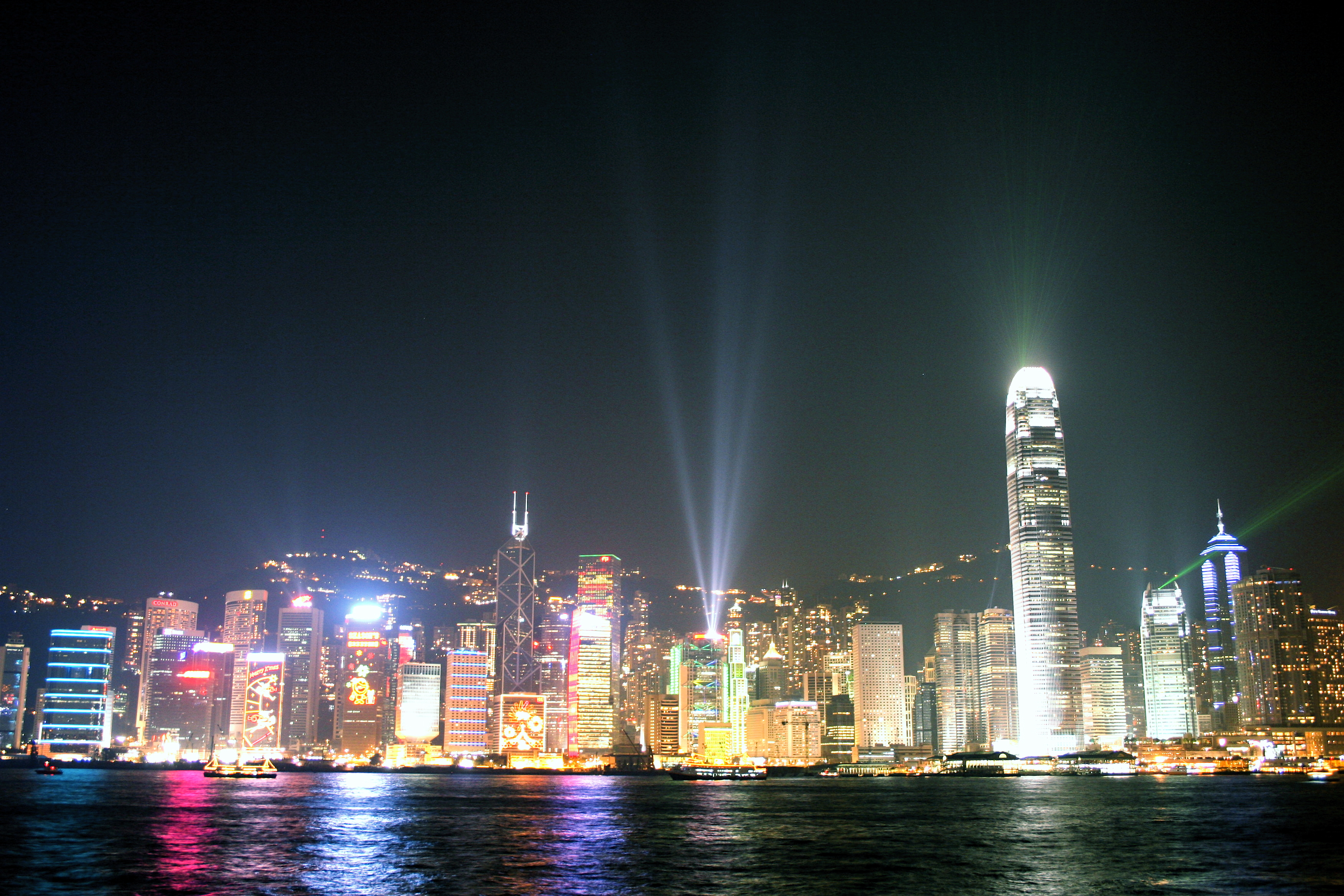
심포니 오브 라이츠（홍콩）

야경(夜景, nightscape)은 밤의 도시 경관을 살펴 볼 때, 달빛 등 자연광원에 의한 것이 아닌, 인공 광원에 의한 경관이다. 특히 건축물의 조명, 탐조등, 간판 등이 시야에 밀집해 보이는 경치를 가리켜 "야경"이라고 하는 경우가 많다.

## 한국의 유명한 야경
- N서울타워
- 남한산성
- 황령산
- 앞산
- 식장산
- 여의도
- 광화문 광장
- 테헤란로
- 마린시티